# Wild Dog (Time Crisis)
Wild Dog es un personaje de ficción de la serie de Videojuegos de disparos de Namco Time Crisis. Es el personaje más característico de la franquicia ya que ha aparecido en el juego original así como en todas las secuelas a excepción del "spin-off" 'Crisis Zone'.

## Su papel en Time Crisis
Desde la versión original de Time Crisis, Wild Dog es un mercenario a sueldo de los en teoría antagonistas principales de cada juego. En el primer juego, tanto él como su ejército de mercenarios estaban contratados por el rebelde sercio Sherudo Garo y de ahí en adelante pasará a ser contratado por los antagonistas de las siguientes secuelas de Time Crisis (Ernesto Díaz en Time Crisis 2, Giorgio Zott en el 3 y Gregory Barrows en la 4ª entrega). 
Se desconocen la edad y orígenes del personaje si bien en la primera versión se nos muestra como un hombre de mediana edad y en las sucesivas entregas va envejeciendo hasta la imagen de casi anciano que se nos muestra en Time Crisis 4. Se distingue por llevar siempre unas gafas de sol de lentes circulares y una gabardina que se quita antes de cada enfrentamiento con el VSSE (Los 'buenos' de la saga). Debajo suele llevar una camisa, unos tirantes y una corbata. Por sus rasgos físicos y su influencia en la rebelión Sercia (Se supone que es Serbia), Wild Dog podría tener sus orígenes en esa zona del globo, entre los balcanes y Asia Central.
Se presume que en la primera parte perdió el brazo izquierdo durante su enfrentamiento con el agente de la VSSE Richard Miller y desde entonces lleva un brazo robótico que cuenta con docenas de armas (Principalmente una ametralladora, pero también un lanzallamas, un lanzamisiles, un arpón o un imán entre otros). 
Ejerce como el principal antagonista en "Time Crisis" y en "Time Crisis: Project Titan", pero en las siguientes entregas lo hará como villano secundario y penúltimo jefe, generalmente en las pantallas 3-1 o 3-2 del juego. Al final de todas las batallas con los protagonistas del juego, es obviamente derrotado y en el suelo y malherido aprieta un detonador entre carcajadas explotando en una presunta inmolación que por poco alcanza a los agentes correspondientes del VSSE. Sin embargo, aparecerá vivito y coleando en la siguiente entrega.
En cada batalla con Wild Dog, sonará el tema original del primer juego (Alterado ligeramente en las sucesivas entregas) siendo el único tema musical cuya estructura se conserva en la saga.

## Wild Fang
En "Time Crisis 3", aparece por primera vez acompañado de un hombre mucho más joven y atlético que él y de parecidos rasgos físicos, que viste sus mismas gafas y vestimenta. Se presenta así mismo como Wild Fang y podría ser tanto un aprendiz como un hijo del personaje original. Tiene cabello rubio, y en lugar de usar una gabardina como Wild Dog, usa un abrigo de piel de aspecto costoso. Su principal habilidad es la de combate cuerpo a cuerpo, especialmente patadas, capaces de mandar a volar objetos enormes y pesados.
En "Time Crisis 3" es presuntamente abatido por los agentes de la VSSE pero en la versión de la PlayStation 3 de "Time Crisis 4" vuelve a aparecer para enfrentarse a William Rush. En ésta entrega, aparentemente perdió la pierna derecha o la sometió a un experimento y por eso tiene una robótica. Ahora, aparte de sus habilidades atléticas, su pierna robótica tiene un poderoso imán con el que puede lanzar objetos cercanos hacia sus enemigos. Finalmente es derrotado por Willian Rush, cae al vacío, ve a los protagonistas, se ríe y sale volando, atrapado en la punta de la parte delantera de un jet.